# 할라파주

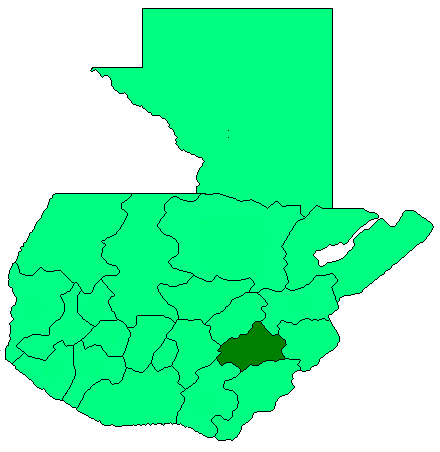
할라파 주의 위치

할라파주(스페인어: Departamento de Jalapa)는 과테말라 남동부에 위치한 주로 주도는 할라파이며 면적은 2,063km2, 인구는 301,370명(2003년 기준)이다.
북쪽으로는 엘프로그레소 주와 사카파 주, 남쪽으로는 후티아파 주와 산타로사 주, 동쪽으로는 치키물라 주, 서쪽으로는 과테말라 주와 접한다. 7개 지방 자치체를 관할한다.